# 龚兴业
龚兴业（1914年6月—1993年4月27日）湖北省荆门县（今为沙洋县毛李镇）人，中国人民解放军少将。

## 生平
1929年11月参加中国工农红军。1935年5月加入中国共产党。第一次国共内战时期，历任红八师二十四团勤务员、通信员，红八师政治部特务员，红二方面军警备连排长、连长，红二方面军二军六师十七团连长。随贺龙转战洪湖苏区、湘鄂西苏区，参加过五次反“围剿”作战。1935年11月，随红二方面军参加长征。
抗日战争时期，历任八路军120师教导团班长、排长，358旅连长、营长、游击大队大队长。第二次国共内战时期，历任晋绥军区独2旅团参谋长、9团副团长、3纵队2旅独20团团长。
中华人民共和国成立后，历任甘肃省武都军分区司令员、西北军区后勤部车辆管理部部长、西北军区司令部装备计划处处长、骑兵第一师师长、伊犁军区司令员、北疆军区司令员、东疆军区司令员、新疆军区副参谋长、乌鲁木齐军区副参谋长、乌鲁木齐军区司令部副兵团职顾问。
1955年获授大校军衔。1964年晋升少将军衔。1988年，获一级红星功勋荣誉章。
1993年4月27日，龚兴业在乌鲁木齐病逝，享年80岁。